# Prunus tomentosa
Il ciliegio di Nanchino (Prunus tomentosa Thunb., 1784) è una pianta della famiglia delle Rosacee originaria della Cina settentrionale ed occidentale, Tibet, Corea, Mongolia, e forse India settentrionale (Jammu e Kashmir). 
Altri nomi comuni per P. tomentosa: ciliegio coreano, ciliegio manciù, ciliegio peloso, ciliegio di Shanghai, ciliegio di montagna, ciliegio nano cinese.

## Descrizione
Arbusto deciduo, di forma irregolare, da cespuglio prostrato ad arbusto eretto fino ai 3 metri, (raramente 4), a volte più largo che alto.
La corteccia è liscia colore bruno rossastro. 
Le foglie sono alterne, lunghe 2–7 cm e larghe 1-3,5 cm, di forma da ovale a obovate, acuminate con margini irregolarmente seghettati, rugose, di colore verde scuro, appena pubescenti sopra e tomentose sotto, con piccioli ghiandolari. 
I fiori sono bianchi o rosa in un calice scarlatto, la pianta fiorisce prima della schiusura delle foglie. I fiori sono disposti a gruppi, su pedicelli scarlatti con corolla di 1,5 – 2 cm.
Il frutto è di colore scarlatto, dolce ma un poco acidulo, con poca polpa, di diametro 5–12 mm (raramente 20–25 mm). Il frutto matura all'inizio dell'estate.

## Distribuzione e habitat
La pianta non ha particolari esigenze di terreno, ma preferisce esposizioni soleggiate e ben drenate. È estremamente resistente al freddo (-40 — -45 °C).
La pianta è stata a lungo ampiamente coltivata in tutta l'Asia orientale per i suoi fiori e frutta. È stato introdotto in Europa (isole britanniche) nel 1870.

## Usi
Il frutto è commestibile, è un ingrediente di succhi di frutta e composte; i frutti sono stati usati per produrre una bevanda alcolica ("vino"), mediante fermentazione.
La pianta è coltivata come ornamentale, sia allo stato naturale che come bonsai. 
La pianta è anche usata come base di innesto per la produzione di ciliegi comuni a portamento nano.
In Manciuria ed anche altrove dove esportato, è utilizzato a costituire siepi antivento.
Esistono diverse cultivar: Graebneriana (Germania), Insularis (Giappone e Corea), Leucocarpa (Manciuria; frutta bianca), e Spaethiana (Europa).

## Tassonomia
Carl Peter Thunberg ha descritto la specie dal materiale coltivato raccolto in Giappone tra agosto 1775 e il novembre 1776, mentre risiedeva sull'isola di Dejima nella baia di Nagasaki. Ha pubblicato due volte, prima in Murray Systema Vegetabilium, ed. 14 (p. 464) nel maggio-giugno 1784, e di nuovo in Thunberg Flora Japonica (p. 203) nel mese di agosto 1784.
Ha descritto la specie come "fol. ovatis subtus tomentosis", senza lasciare dubbi sul fatto che la pianta è stata nominata dal tomentum o peli lanosi sul lato inferiore delle foglie.